# Подрыв Крымского моста (2023)
Крымский мост был подорван 17 июля 2023 года надводным беспилотником Украины, что нанесло существенный материальный ущерб, нарушив транспортное движение. В результате взрыва погибла супружеская пара и пострадала их дочь. Крымский мост — важный путь снабжения сил РФ, оккупирующих части юга Украины.
Ответственность за взрыв взяла на себя украинская сторона.
Взрыв на мосту 17 июля стал вторым за время вторжения России на Украину, первый взрыв произошёл 8 октября 2022 года.

## Предыстория
Крымский мост является одним из элементов транспортной инфраструктуры для военных, которую используют для вторжения на юг Украины. По мосту перебрасывалась военная техника, боеприпасы, топливо, а также личный состав российской армии, по оценкам экспертов, две трети военной логистики для российской группировки на оккупированном юге Украины было организовано через Крымский мост. Автомобильная часть моста использовалось для военных перевозок ещё с 2018 года, до открытия железнодорожной части моста. Власти Украины рассматривают мост как законную цель для ударов. Мост также называли символом российской аннексии полуострова.
8 октября 2022 года на мосту произошёл первый взрыв. Тогда, согласно российским официальным данным, погибло 5 человек, было разрушено два автомобильных пролёта моста, а на его железнодорожной части загорелся состав с топливом. После этого происшествия движение на Крымском мосту было ограничено. 23 марта 2023 года российский премьер-министр Михаил Мишустин заявил о полном восстановлении автомобильной части моста, а 5 мая 2023 года российские власти заявили о полном восстановлении движения по  железнодорожного пути Крымского моста.
9 июля 2023 года в районе Керчи и Тамани прозвучали взрывы, после чего движение по Крымскому мосту было временно остановлено. Минобороны РФ заявило, что ВСУ попытались нанести удар по Крымскому мосту и двум другим целям в Ростовской и Калужской областях четырьмя противовоздушными ракетами зенитно-ракетного комплекса С-200, которые, согласно заявлению, были сбиты системами ПВО или отклонены с помощью средств РЭБ. Согласно утверждениям российских источников, Украина приспособила ракеты для нанесения ударов по наземным целям. Украина не опровергла и не подтвердила данную информацию. После снятия комплексов С-200 с вооружения в 2013 году у Украины могли оставаться по меньшей мере 24 пусковые установки, однако по состоянию на 14 июля отсутствовали подтверждения применения ракет для нанесения ударов по наземным целям.
При этом в разных районах Крыма российские силы периодически сбивали беспилотники. Так, за день до взрыва на Крымском мосту, 16 июля 2023 года, Минобороны РФ сообщило об уничтожении двух подводных аппаратов и семи БПЛА в Чёрном море близ Севастополя.

### Туризм в Крыму
Несмотря на  продолжающуюся войну с Украиной и близость Крыма к фронту, российские туристы продолжали ездить на отдых в Крым. С начала июля 2023 года на подъезде к Крымскому мосту со стороны Краснодарского края начали регулярно возникать пробки. Введённые меры безопасности после взрыва в октябре 2022 года серьезно осложнили эксплуатацию Крымского моста, и в Росавтодоре возникавшие пробки объясняли необходимостью досмотра автомобилей, поток которых резко возрос из-за начала сезона отпусков. 4 июля российский президент Владимир Путин даже провел совещание, посвященное проблеме пробок на подъезде к Крымскому мосту. На совещании прозвучали предложения везти автомобили туристов в Крым на больших десантных кораблях или же направить поток туристов в Крым через «новые регионы» — оккупированные и аннексированные территории Украины.

## Ход событий
Согласно заявлениям пророссийских источников, ночью 17 июля 2023 года на мосту произошли два взрыва в 3:04 и 3:20 по местному времени, однако CNN не смогли подтвердить данную информацию. Согласно заявлению главы Республики Крым Сергея Аксенова, взрывы произошли около 145-й опоры моста.
По информации российских властей, были повреждены два пролёта моста, при этом железнодорожное полотно повреждений не получило. В докладе президенту Путину вице-премьер Марат Хуснуллин сообщил, что полностью разрушен один автодорожный пролёт моста по направлению в Тамань и повреждён другой; один путь железнодорожной части моста имеет незначительные повреждения, опоры моста не повреждены.
Пророссийские источники и украинские СМИ утверждают, что мост был атакован надводными беспилотными аппаратами.
В результате взрыва погибла супружеская пара Алексей и Наталья Кулик из Белгородской области, ехавшая автомобилем на отдых в Крым, а их 14-летняя дочь Ангелина получила ранения и была госпитализирована. По словам родственников, следовавших на второй машине, они отправились через Крымский мост ночью, чтобы избежать заторов; семья слышала первый взрыв, а после второго — перестала выходить на связь. Ангелина была выписана из больницы 24 июля.

## Организаторы
Ответственность за подрыв Крымского моста взяла на себя Служба безопасности Украины. Источники BBC и украинских изданий сообщали, что к атаке также причастны Военно-морские силы Украины. Изначально Украина отрицала свою причастность к атаке, однако 3 августа 2023 года причастность СБУ подтвердил секретарь Совета национальной безопасности и обороны Украины Алексей Данилов, а 15 августа — сама спецслужба.
16 июля накануне взрыва глава Сухопутных войск ВСУ Александр Сырский заявил, что для российской стороны готовится «колыбельная». По мнению CNN, после взрыва СБУ намекнула, что ответственность за удар несёт украинская сторона.

### Дроны

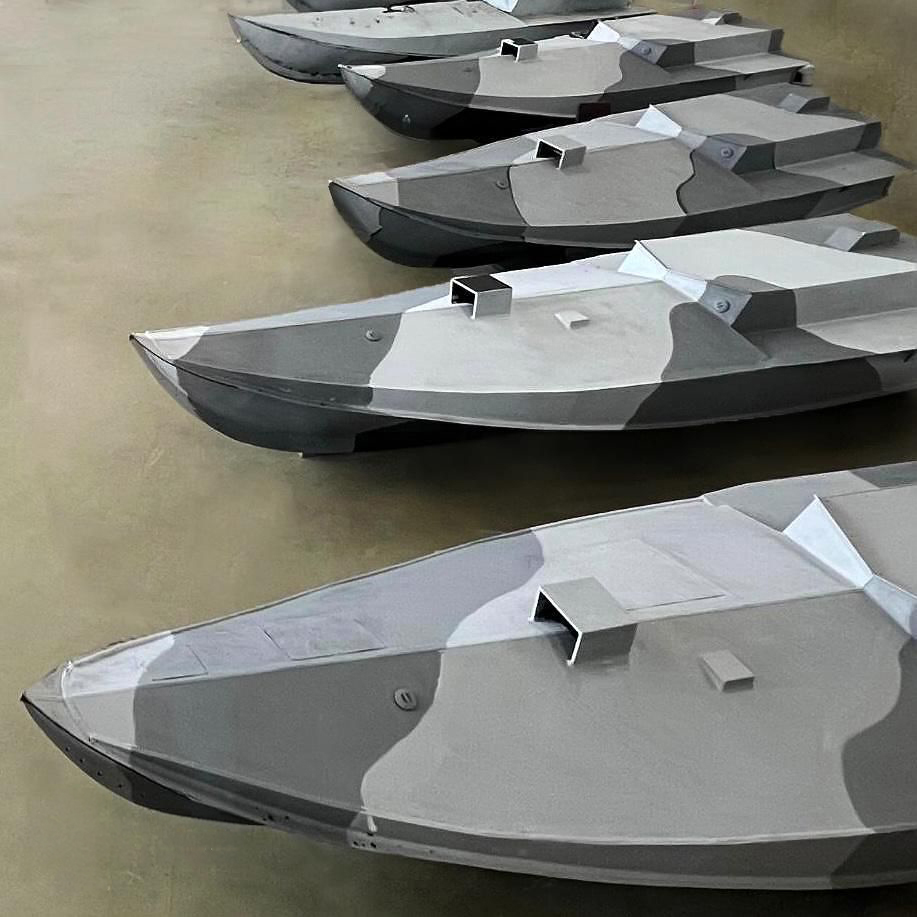
Украинские морские дроны. Согласно заявлению СБУ, аналогичные дроны были применены для атаки Крымского моста

Журналисты отмечали, что после взрывов на Крымском мосту осталось неясным, какие именно дроны использовались для этой атаки. Они отмечали, что еще в ноябре 2022 года Украина объявила о создании флота беспилотных катеров. По данным издания  Mash, украинские силы использовали для удара по мосту модифицированные под беспилотные аппараты гидроциклы. Российское издание «Коммерсантъ» описало версию, согласно которой Крымский мост сперва атаковали модифицированные под носители взрывчатки гидроциклы, а затем  — более совершенные штатные боевые морские дроны. При этом сообщалось, что Украине её западные партнеры передавали морские дроны, в частности Великобритания передавала REMUS 100.
При этом журналисты отмечали, что Украина уже использовала морские дроны для атаки российских сил, в частности атаковав Черноморский флот в Севастополе 29 октября 2022 года.
Согласно заявлению главы Службы безопасности Украины Василия Малюка, для атаки были применены надводные дроны «Sea Baby» (укр. Морський малюк), способные, по заявлению Малюка, нести 850 килограммов взрывчатки.

## Реакция

### Россия
Российские представители обвинили в подрыве Украину. Национальный антитеррористический комитет назвал подрыв моста террористической атакой, Следственный комитет Российской Федерации возбудил уголовное дело по 205 статье УК РФ «теракт».
Пресс-секретарь Президента РФ Дмитрий Песков обвинил в гибели молодой семьи и ранении девочки на Крымском мосту украинскую сторону и сообщил о готовности России воспрепятствовать повторению происшедшего. Он сообщил, что властям известно о причинах подрыва и тех, кто стоит за «террористическим актом».
Президент РФ Владимир Путин назвал подрыв Крымского моста «терактом» и «бессмысленным преступлением», и заявил, что мост якобы давно не используется для транспортировки военных грузов.

### Украина
В ГУР МО Украины отказались комментировать причины случившегося, однако, отметили: «Можно лишь процитировать слова руководителя ГУР МОУ Кирилла Буданова о том, что „Крымский мост — конструкция там лишняя“». При этом в ГУР отметили: «Полуостров используется россиянами как большой логистический хаб для перемещения сил и средств вглубь территории Украины. Конечно, любые логистические проблемы — это дополнительные осложнения для оккупантов».
Советник главы Офиса президента Украины Михаил Подоляк заявил: «Какие-либо незаконные конструкции, используемые для доставки российских инструментов массовых убийств, недолговечны. Вне зависимости от причин разрушения».
В свою очередь СБУ заявила: «Все детали по организации „хлопка“ Служба безопасности Украины обязательно раскроет после победы. Пока же мы с интересом наблюдаем, как один из символов путинского режима в очередной раз не выдержал военной нагрузки».
В то же время спикер оперативного командования ВСУ «Юг» Наталья Гуменюк заявила, что «взрыв на мосту может быть российской провокацией», отметив, что как раз 17 июля истекает срок «Зерновой сделки».
В августе 2023 года секретарь СНБО Алексей Данилов признал причастность украинских спецслужб к этому взрыву на Крымском мосту.

## Последствия
Движение через Керченский пролив обеспечивается железнодорожным транспортом и паромами. Российские власти предложили использовать для сухопутного движения автомобилей дороги через оккупированные территории материковой Украины по маршруту Ростов-на-Дону — Таганрог — Мариуполь — Мелитополь — Чонгарский мост — Джанкой — Симферополь. Эта дорога проходила менее чем в 100 км от линии фронта, некоторые её участки находились в пределах досягаемости РСЗО HIMARS и некоторых типов снарядов ствольной артиллерии. В течение июня ВСУ обстреляли сухопутный коридор в Крым более 20 раз; так, ракетами Storm Shadow были обстреляны 22 июня Чонгарский мост, 11 июля Бердянск, а 12 июля — Мариуполь.
18 июля движение легковых автомобилей на Крымском мосту было частично восстановлено: двухстороннее движение обеспечено на двух полосах из четырёх, а на пострадавшем от взрыва участке реализовано реверсивное движение по крайней правой полосе направления Тамань – Керчь.
На начальном этапе ремонта вице-премьер Марат Хуснуллин оценивал, что двустороннее движение по одной стороне моста будет запущено 15 сентября 2023 года, по второй стороне — в ноябре 2023 года; расходы оценивались в 1—1,3 млрд рублей. 14 сентября 2023 года разрушенная взрывом часть Крымского моста была открыта для проезда автомобилей. Хуснуллин предполагал тогда, что полностью объект будет восстановлен первого ноября. Однако, все восстановительные работы удалось завершить раньше намеченного срока — 14 октября.

### Выход России из зерновой сделки
Спустя несколько часов после взрыва на Крымском мосту, российские власти объявили о своем выходе из зерновой сделки. Однако срок действия зерновой сделки и так истекал 17 июля и Москва заранее давала понять, что не станет продлевать это соглашение, поэтому, как отмечали журналисты, взрыв на Крымском мосту хотя и обострил ситуацию в целом, однако он вряд ли мог стать решающим фактором выхода РФ из этого соглашения.

### Российские удары по Украине 18 июля 2023 года
В ночь на 18 июля Россия атаковала украинские портовые города Одессу и Николаев. В оперативном командовании «Юг» ВСУ заявили, что Украину атаковали 6 ракет «Калибр» и 36 дронов Shahed 136, при этом ракеты и большая часть дронов были сбиты в Одесской и Николаевской областях, остальные были сбиты в Донецкой, Харьковской и Днепропетровской областях. В Одессе обломки ракет повредили портовую инфраструктуру  и несколько зданий, ранения получил один человек. В Николаеве украинские и российские источники сообщали о пожаре в порту Николаева.
Минобороны РФ, а затем Дмитрий Песков заявили о том, что российские удары по портовой инфраструктуре Одессы в ночь на 18 июля являются «ударами возмездия за Крымский мост».

## Оценки
Военный корреспондент BBC Павел Аксёнов считает, что военное снабжение полуострова в результате взрыва не прервалось, так как основной объём потока обеспечивает железнодорожный мост. Вместо этого, по мнению Аксёнова, взрыв имел морально-психологический эффект и приведёт к усилению обороны моста, что станет дополнительной нагрузкой для всей системы безопасности полуострова.
Эксперты Института изучения войны отмечали, что подрыв моста препятствовал российской логистике из Крыма в оккупированные районы Запорожской и Херсонской областей. Более того, ситуацию на дорогах обострили  российские туристы, бегущие из аннексированного Крыма — российские оккупационные власти направили интенсивное движение гражданского транспорта из аннексированного Крыма в Россию через оккупированный Юг Украины, а российские источники сообщили о больших пробках в Джанкойском районе Крыма и оккупированной Херсонской области в направлении Мелитополя. Аналитики предполагали, что российское материально-техническое обеспечение на оккупированном Юге Украины, вероятно, пострадает в краткосрочной и среднесрочной перспективе, что усугубит недавние жалобы на плохую российскую логистику, что может ещё больше подорвать доверие к Минобороны РФ.